# Zimowe Igrzyska Azjatyckie 1996
III Zimowe Igrzyska Azjatyckie odbywały się od 4 do 11 lutego 1996 w Harbinie, Chiny.
Pierwotnie Igrzyska te miała organizować Korea Północna, ale nie była zdolna wypełnić tego zobowiązania. Decyzja Międzynarodowego Komitetu Olimpijskiego dotycząca zmiany terminów organizacji zimowych igrzysk olimpijskich (2 lata po letnich igrzyskach olimpijskich) spowodowała, że trzecia edycja Zimowych Igrzysk Azjatyckich odbyła się dopiero w 1996, a nie, tak jak pierwotnie planowano, w 1994 (odbywały się wtedy Zimowe Igrzyska Olimpijskie 1994 w norweskim Lillehammer). Kilka Narodowych Komitetów Olimpijskich (Kazachstan, Uzbekistan i Tajlandia) brało udział w tych zawodach po raz pierwszy, powiększając liczbę uczestniczących krajów do 17.

## Maskotka Igrzysk
Maskotką Zimowych Igrzysk Olimpijskich 1996 było Doudou, nasionko grochu.

## Dyscypliny
Rozegrano zawody w 43 konkurencjach, w 8 dyscyplinach. Przywrócono łyżwiarstwo figurowe; do programu Igrzysk dodano narciarstwo dowolne.
- biathlon
- biegi narciarskie
- hokej na lodzie
- łyżwiarstwo figurowe
- łyżwiarstwo szybkie
- narciarstwo alpejskie
- narciarstwo dowolne
- short track

Sport pokazowy:
- skoki narciarskie

## Państwa biorące udział w III Zimowych Igrzyskach Azjatyckich
- Chiny
- Hongkong
- Indie
- Iran
- Japonia
- Kazachstan
- Kirgistan
- Korea Północna
- Kuwejt
- Makau
- Mongolia
- Liban
- Pakistan
- Tajlandia
- Tadżykistan
- Chińskie Tajpej
- Uzbekistan

## Tabela medalowa
| #  | Reprezentacja    | Złoto | Srebro | Brąz | Razem |
| -- | ---------------- | ----- | ------ | ---- | ----- |
| 1. | Chiny            | 15    | 17     | 15   | 37    |
| 2. | Kazachstan       | 14    | 9      | 8    | 31    |
| 3. | Japonia          | 8     | 14     | 10   | 32    |
| 4. | Korea Południowa | 8     | 10     | 8    | 26    |
| 5. | Uzbekistan       | 0     | 1      | 1    | 2     |

(Kraj organizujący Igrzyska wyróżniony. Nie są wliczone medale ze sportów pokazowych.)